# Punta de Arena
Expansión arenosa reforzada por un rompeolas, adyacente a la hoz del río Guadiana, que ayuda a definir la Bahía de Monte Gordo. Se sitúa en el municipio de Vila Real de Santo António y corresponde a la extremidad sudeste del Algarve y del Portugal Continental.
El área donde se inserta fue objetivo de un Plan de Pormenor por la Cámara Municipal de Vila Real de Santo António, que en sus Términos que Referencia califican la zona como poseyendo condiciones de desarrollo excepcionales, debido a su localización, junto a la hoz del cuarto mayor río de la Península Ibérica, del Bosque Nacional de las Dunas Litorales de Vila Real de Santo António y de la playa.